# 佐藤邦明
佐藤 邦明（さとう くにあき、1940年1月25日 - ）は、日本の土木工学者・地下水学者。広島県生まれ。埼玉大学名誉教授。
専門は、地圏水理学、地下空間工学、地下水資源学、地盤沈下、地下水汚染。地下水の力学的挙動をはじめ、水文循環、地下水調査・管理にいたるまで「地下水」に関わる主要な問題を総合的に研究し、地下水利用のあり方について提言した。

## 略歴

### 学歴
- 1962年：大阪工業大学工学部卒業[2]
- 1965年：大阪大学大学院工学研究科構築工学専攻修士課程修了
- 1972年：工学博士（大阪大学）[3]

### 職歴
- 大阪府立工業高等専門学校助教授
- 1974年:埼玉大学工学部助教授
- 1997年:埼玉大学工学部教授
- 2002年:埼玉大学地圏科学研究センター教授[4]
- 2005年:埼玉大学名誉教授
- （財）日本地下水理化学研究所理事

## 社会貢献活動

### 委員会活動
- 国土交通省「今後の地下水利用のあり方に関する懇談会」座長
- 国土交通省関東地方整備局・関東地方河川技術懇談会、リバーカウンセラー
- 埼玉県・地盤沈下対策調査専門委員会委員
- 国土交通省・関東平野北部地盤沈下防止等評価検討委員会委員長
- 群馬県・地盤沈下調査研究委員会委員長
- 栃木県・地盤沈下専門委員会委員長

## 主要著書・著作
- 『地下水環境・資源マネージメント』（同時代社 2005年)
- 『大気・土壌練成数学モデルにもとづく土壌汚染物質の予測解析システムの研究』(2004年)
- 『地下水理学』（丸善 2002年)
- 『不圧地下水流におけるDupuitの公式の原典』 (土と基礎 1991年)
- 『岩盤内浸透流の時間依存と目詰まり機構』(土と基礎 1988年)
- 『埋立人工島における地下水の動態』(土と基礎 1986年)
- 『不飽和浸透流における溶質分散係数の測定』(土と基礎 1985年)
- 『鉱さい堆積土の不飽和浸透流の特性』(土と基礎 1985年)
- 『ダルシーの法則の原典紹介』(土と基礎 1984年)
- 『貯液用連設地下空洞周辺の地下水流の性質』(土と基礎 1983年)
- 『埼玉県平野部における地下水揚水配分の適正化解析について』(土と基礎 1983年)
- 『地下空洞の水理解析へのアプローチ』(土と基礎 1981年)
- 『地下貯留による水資源開発の水理的研究（土と基礎 1980年)

## 所属学会等
- 国際水理学会(IAHR)(地下水理学委員会)
- 土木学会(地下空間・委員長1987-1991)
- 土質工学会
- 水資源・水文学会